# Возвращение командира
«Возвращение командира» (узб. Қўмондоннинг қайтиши) — советский чёрно-белый широкоэкранный художественный фильм, снятый в 1968 году режиссёром Дамиром Салимовым на киностудии «Узбекфильм».
Премьера фильма состоялась 28 октября 1969 года.

## Сюжет
После ухода на пенсию бывший командир Красной Армии Исхак Шеров приезжает в Кызылташ, где начинает бороться за сохранение общественного сада, который жители города хотят переоборудовать в застройку. С помощью своего старого друга-однополчанина Намазова, Шерову удаётся разрешить конфликт в пользу горожан.

## В ролях
- Шукур Бурханов — Кулихан Игамов
- Владимир Тхапсаев — Шеров
- Аббас Бакиров — Арсланов
- Раззак Хамраев — Намазов
- Джавлон Хамраев — Намазов в молодости
- Шухрат Иргашев — Маузер
- Тамилла Ахмедова
- Сагди Табибуллаев

## Съёмочная группа
- Режиссер: Дамир Салимов
- Сценарист: Тимур Пулатов
- Оператор: Давран Салимов
- Композитор: Альберт Малахов
- Художник: Фикрет Ахадов